# Финкель, Михаил
Михаи́л Фи́нкель (род. 1978) — израильский русскоязычный ортодоксальный раввин, блогер, юрист, специалист по международному праву и международной политике. Комментатор по политическим и религиозным вопросам для ряда крупных израильских (9 канал, Голос Израиля, ИтонТВ), российских (Аргументы и факты, Комсомольская правда, Первый канал, Завтра) и других русскоязычных СМИ (ИА Тренд, Азербайджанский Взгляд (Азербайджан), SBS (Австралия)). Автор пяти книг.

## Биографические сведения
Михаил Финкель родился в Москве 30 января 1978 года.
В 1994-м году окончил еврейскую школу «Ахей тмимим», Москва.
С 1994 по 1997 годы учился в раввинистических семинариях в США.
В 2000-м году получил степень бакалавра в области политологии и философии в Университете Рочестера, штат Нью-Йорк, США.
В 2001-м году был рукоположён в сан ортодоксального раввина в Центральной Любавичской иешиве (духовной семинарии) «770», в Бруклине, штат Нью-Йорк.
В 2003-м году окончил Юридическую школу Питтсбургского университета в городе Питтсбург, штат Пенсильвания и получил диплом доктора юридических наук и специалиста в области международного права.
Бизнесмен. Работает в области высоких технологий.
Эксперт в области международных отношений, политики, религии, истории и философии.
Частый гость различных телевизионных и радио каналов разных стран. (США, Канада, Израиль, Австралия, Россия, Азербайджан и прочие). Постоянный гость программы «Черным по белому» на телеканале «ITON.TV».
Многочисленные телевизионные передачи с участием Михаила можно найти так же на платформе YouTube.
Интервью с Михаилом Финкелем регулярно публикуются печатными СМИ разных стран мира.

## Деятельность
Постоянный комментатор информационно-аналитической программы «День» на 9 канале (Израиль) программы «Черными по белому» на телеканале ИтонТВ (Израиль), а также активно сотрудничает с различными русскоязычными СМИ СНГ.
Эксперт и израильский наблюдатель на парламентских выборах в Азербайджане в 2020 году.
Религиозная публицистика Михаила Финкеля посвящена не только различным вопросам иудаизма, но межконфессиональному иудео-исламскому и иудео-христианскому диалогу.